# Windows CE
Windows CE (также известна как WinCE) — вариант операционной системы Microsoft Windows для карманных персональных компьютеров, автомобильных навигаторов, наиболее развитых программируемых калькуляторов, смартфонов и встраиваемых систем. Она не является «урезанной» версией Windows для настольных ПК, а основана на совершенно другом ядре и является операционной системой реального времени с набором приложений, основанных на Microsoft Win32 API.

## История создания
Первая версия Microsoft Windows CE, выпущенная в ноябре 1996 года, была «урезанной» версией настольной операционной системы MS Windows 95.
При создании последующих версий группа разработчиков ОС Windows CE была в тесном взаимодействии с группой, создававшей настольную ОС Windows NT, ведь ОС Windows CE изначально проектировалась так, чтобы она была совместимой с универсальными ОС семейства Windows. Поэтому изначально ядро и компоненты ОС Windows CE были в большой степени унифицированы с ядром и компонентами настольных ОС семейства Windows NT.
Примерно с 2000 года группа разработки ОС Windows CE перестала тесно взаимодействовать с разработчиками настольных ОС Windows NT. С тех пор ОС Windows CE развивалась самостоятельно, и современные версии ОС Windows CE сильно отличаются от современных версий настольных ОС семейства Windows NT, но при этом сохраняется программная совместимость с приложениями, основанными на Microsoft Win32 API.
Некоторые компоненты настольных систем Windows NT присутствуют в ОС Windows CE, например, такие как DirectX, «урезанные» версии Windows Media Player, Internet Explorer. 

## Особенности
Windows CE — это компонентная многозадачная многопоточная многоплатформенная операционная система с поддержкой реального времени. Разработчикам доступны около 600 компонентов, при использовании которых они могут создавать собственные образы операционной системы, которые включают только необходимую данному конкретному устройству функциональность.
Windows CE оптимизирована для устройств, имеющих минимальный объём памяти: ядро Windows CE может работать на 32 КБ памяти. С графическим интерфейсом (GWES) для работы Windows CE понадобится от 5 МБ. Устройства часто не имеют дисковой памяти и могут быть сконструированы как «закрытые» устройства, без возможности расширения пользователем (например, ОС может быть «зашита» в ПЗУ).
Windows CE предоставляет разработчикам приложений набор API, основанный на стандартном Win32 API и дополненный специализированным API для встраиваемых устройств. Поскольку CE поддерживает только часть Win32 API и имеет определённую специфику, связанную со встраиваемой природой операционной системы, приложения, написанные для настольных версий операционной системы Windows, могут потребовать дополнительной адаптации и модификации для запуска их на встраиваемых устройствах;
и в любом случае, для запуска программ на устройстве потребуется их перекомпиляция.
Но так же, как и настольные версии Windows, Windows CE использует стандартный формат исполняемого файла — Portable Executable (PE). Это позволяет разработчикам использовать большинство стандартных утилит, работающих с форматом PE, например, Dependency Walker (проверка зависимостей) или DumpBin.
На базе Windows CE основано множество платформ, включая Handheld PC, Palm-size PC, Pocket PC, Pocket PC 2002, Pocket PC 2003, Pocket PC 2003 SE, Smartphone 2002, Smartphone 2003, Windows Mobile, Meizu OS, а также множество промышленных устройств и встроенных систем. Игровая консоль Sega Dreamcast имела поддержку Windows CE. Самой Windows CE в изначальной поставке не было, но она могла запускаться на приставке с CD. Некоторые игры использовали данную возможность.

## Связь сWindows Mobile, Pocket PC и SmartPhone
Часто названия Windows CE, Windows Mobile, Pocket PC используют как взаимозаменяемые. Это не совсем правильно. Windows CE — это модульная операционная система, которая служит основой для устройств нескольких классов. Любой разработчик может купить инструментарий (Platform Builder), который содержит все эти компоненты и программы, позволяющие построить собственную платформу. При этом такие приложения, как Word Mobile / Pocket Word, не являются частью этого инструментария.
Windows Mobile лучше всего представлять себе как набор платформ, основанных на Windows CE. В настоящее время в этот набор входят платформы: Pocket PC, SmartPhone и Portable Media Center. Каждая платформа использует свой набор компонентов Windows CE, плюс свой набор сопутствующих особенностей и приложений.

## Версии
| Версия | дата выхода   | Кодовое имя                  | Примечания |
| ------ | ------------- | ---------------------------- | --- |
| 1.0    | ноябрь 1996   | «Alder»                      | |
| 2.0    | сентябрь 1997 | «Birch»                      | - Добавлена поддержка SSL 2.0 |
| 3.0    | июнь 2000     | «Cedar»                      | - Является основой Pocket PC 2000, Handheld PC 2000, Pocket PC 2002, Smartphone 2002 |
| 4.x    | январь 2002   | «Talisker/Jameson/McKendric» | - Является основой «Pocket PC 2003» - Добавлена поддержка Bluetooth, TLS (SSL 3.1), IPsec L2TP VPN, Kerberos |
| 4.2    | январь 2002   | Windows CE .net              | - Является основой «Pocket PC 2003» - Добавлена поддержка Bluetooth, TLS (SSL 3.1), IPsec L2TP VPN, Kerberos |
| 5.0    | август 2004   | «Macallan»                   | - Является основой Windows Mobile 5.0 и 6.x Добавлены: - Около 50 новых драйверов устройств - Средства испытания и обслуживания: Windows Error Reporting (отчет об ошибках Windows), расширение функциональности Windows CE Test Kit (испытательного комплекта для Windows CE) - Мультимедиа: Direct3D Mobile для мультимедийных, игровых и других приложений - Безопасность: прогнозирование опасностей, настройки безопасности по умолчанию, поддержка стандарта шифрования AES - Поддержка XML-стандартов (повышается управляемость и гибкость операций при работе с Windows CE). - Поддержка Remote Desktop Protocol (RDP) Для ОС Windows CE 5.0 Microsoft смягчила условия лицензии на исходный код, распространяющийся в рамках инициативы Shared Source. Так, потребители смогут распространять модифицированные версии системы в коммерческих целях, при этом сохраняя за собой права на сделанные изменения. Ранее Microsoft требовала сублицензировать ей все выполненные модификации. |
| 6.x    | сентябрь 2006 | «Yamazaki»                   | Добавлены: - Протокол RDP 6.0 - Серверная аутентификация — TSL-/SSL-протокол - Работа в режиме двух мониторов и широкоформатных мониторов - Инфраструктуру для создания VoIP-телефонов с поддержкой видеозвонков - Обновлённый Windows Media Player и 7 версия Media Player Control - Поддержка Serial ATA и обновлённый Bootloader для FAT32 |
| 7.0    | Март 2011     | «Chelan»                     | - поддержка Dual Core (двухъядерных процессоров SMP и ARMv6) - надстройка к среде разработки Visual Studio 2008 - Bluetooth 2.1 - Wi-Fi-позиционирование - поддержка набора сервисов Cellcore - стандарт «умного дома» DLNA (Digital Living Network Alliance) - DRM (систему управления «цифровыми правами») - Media Transfer Protocol (протокол передачи мультимедийных данных) - плагины браузера IE7 для отображения мультимедийного контента - интерфейс сетевых драйверов NDIS 6.1 - программные интерфейсы UX C ++ XAML API для технологий WPF — Windows Presentation Foundation и Silverlight (для создания удобных и функциональных пользовательских интерфейсов) |
| 2013   | июнь 2013     | —                            | - .NET Compact Framework 3.9 - Internet Explorer for Windows Embedded: поддержка Flash 10.1 - Поддержка Visual Studio 2012 ISO C++ 11 совместимый компилятор, обновленные CRT/STL/MFC/ATL - Поддержка процессоров: Улучшена поддержка архитектуры ARMv7 - Поддержка сети: улучшена поддержка IPv6 |

## Предоставление исходного кода
Согласно программе лицензирования Shared source, исходный код может быть предоставлен сторонним разработчикам программного обеспечения.
Как утверждает Microsoft, код ядра доступен на 100 % в рамках программы Microsoft Shared source, что облегчит процесс разработки и позволит создавать интерфейсы, уникальные в своём роде.
Одним из преимуществ Microsoft называет отсутствие копилефта и необходимости предоставлять Microsoft'у доступ к своим изменениям.

## Конкурирующие продукты
Основные конкуренты WinCE — это VxWorks, eCos, OSE, QNX, Symbian OS, Apple iOS, различные производные Linux (например: μClinux, Google Android, Maemo и OpenMoko) и PalmOS. Некоторые производители устройств также изготавливают свою собственную систему.